# القوات اللبنانية (ميليشيا)
القوات اللبنانية كان واحدا من أهم الفصائل المسيحية في الحرب الأهلية اللبنانية، وكان في الأصل منظمة مظلة لمختلف الأحزاب المسيحية، التي أصبحت لاحقاً حزب القوات اللبنانية، وكانت تعمل أساسا من قبل المسيحيين الموارنة.
تم تنظيم الجبهة اللبنانية بشكل غير رسمي في كانون الثاني 1976 بقيادة بيار الجميل وكميل شمعون. لقد بدأ كالتنسيق البسيط أو القيادة المشتركة بين حزب الكتائب الذي تقطنه أغلبية مسيحية / قوات الكتائب التنظيمية (KRF)، وفريق الطوس للقوات الخاصة (TTC)، أحرار / ميليشيات النمور، التنظيم، اللواء مارادا وحزب التجديد اللبناني / حراس التجديد اللبناني وحزب حراس الأرز (GoC) وأجنحتها العسكرية. وقد كان السبب الرئيسي وراء تشكيل الجبهة اللبنانية هو تقوية الجانب المسيحي ضد التحدي الذي تمثله الحركة الوطنية اللبنانية، وهو تحالف شامل للأحزاب والميليشيات الإسلامية اليسارية المدعومة من منظمة التحرير الفلسطينية وجبهة الرفض.

## السنوات الذهبية (1976-1982)

### الغزو الإسرائيلي
في عام 1982، التقى بشير مع هاني الحسن (ممثل منظمة التحرير الفلسطينية) وأخبره أن إسرائيل ستدخل وتمحوهم. طلب منه بشير مغادرة لبنان بسلام قبل فوات الأوان. هاني اليسار ولم يرد أي رد على بشير.
غزت إسرائيل لبنان، بحجة أن التدخل العسكري كان ضروريًا لاقتلاع مقاتلي منظمة التحرير الفلسطينية من الجزء الجنوبي من البلاد. وتحركت القوات الإسرائيلية نحو بيروت وفرضت حصارًا على المدينة، بهدف إعادة تشكيل المشهد السياسي اللبناني وإجبار منظمة التحرير الفلسطينية على الخروج من لبنان، وبحلول 1982 كانت إسرائيل هي المورد الرئيسي للقوات اللبنانية، حيث قدمت لهم المساعدة في الأسلحة والملابس والتدريب.

### قائمة المراجع
- Alain Menargues، Les Secrets de la guerre du Liban: Du coup d'état de Béchir Gémayel aux massacres des camp palestiniens، Albin Michel، Paris 2004. (ردمك 978-2226121271) ISBN   978-2226121271 (باللغة الفرنسية)
- أنطوان ج. إبراهيم، حرب لبنان، مجموعة غرينوود للنشر 1996. (ردمك 0275953890) ISBN   0275953890، 9780275953898.
- كلير هوي وفيكتور أوستروفسكي، عن طريق الخداع: صناعة ضابط موساد، مطبعة سانت مارتن، نيويورك 1990. (ردمك 0-9717595-0-2) ISBN   0-9717595-0-2
- دنيس عمون، تاريخ لبنان المعاصر: تومي 2 1943-1990، فيارد، باريس 2005. (ردمك 978-2213615219) (باللغة الفرنسية) -
- إدغار أوبالانس، الحرب الأهلية في لبنان، 1975-1992، بالجريف ماكميلان، لندن 1998. (ردمك 978-0312215934) ISBN   978-0312215934
- Éric Micheletti وYves Debay، لبنان - dix jours aux cœur des combats، مجلة RAIDS، العدد 41، أكتوبر 1989. ISSN 0769-4814 (بالفرنسية)
- Fawaz Traboulsi، Identités et solidarités croisées dans les conflits du Liban contemporain؛ الفصل 12: L'économie politique des milices: le phénomène mafieux، Thèse de Doctorat d'Histoire - 1993، Université de Paris VIII، 2007. (باللغة الفرنسية) -
- حازم صاغية، طريب الكتائب اللبنية: الحزب، السلطة، الخوف، بيروت: دار الجديد، 1991. (باللغة العربية).
- جان سركيس، تاريخ لبنان، مطابع جامعة فرنسا - PUF، باريس 1993. (ردمك 978-2-13-045801-2) ISBN   978-2-13-045801-2 (باللغة الفرنسية)
- جون لافين، حرب اليأس: لبنان 1982-85، اوسبري للنشر، لندن 1985. (ردمك 0 85045 603 7) ISBN   0 85045 603 7
- جوناثان راندال، " المضي في الطريق: أمراء الحرب المسيحيون، المغامرون الإسرائيليون والحرب في لبنان"، فينتاج بوكس، نيويورك 1984 (طبعة منقحة).
- ماثيو س. جوردون، The Gemayels (قادة العالم الماضي والحاضر)، دار تشيلسي للنشر، 1988 (ردمك 1555468349) ISBN   1555468349
- بول جوريديني، آر دي ماكلورين، وجيمس برايس، العمليات العسكرية في مناطق لبنانية مختارة، 1975-1978، أبردين، دكتوراه في الطب: مختبر الهندسة البشرية التابع للجيش الأمريكي، أبردين بروفينج جراوند، مذكرة فنية 11-79، يونيو 1979.
- روبرت فيسك، شفقة الأمة: لبنان في الحرب، لندن: مطبعة جامعة أكسفورد، (ردمك 0192801309) (3rd ed. 2001).
- سمير قصير، La Guerre du Liban: De la dissension nationale au conflit régional، Éditions Karthala / CERMOC، Paris 1994. (ردمك 978-2865374991) ISBN   978-2865374991 (بالفرنسية)
- صموئيل كاتز، لي روسل، ورون فولستاد، الجيوش في لبنان 1982-84، سلسلة رجال الأسلحة، 165، أوسبري للنشر، لندن 1985. (ردمك 0-85045-602-9) ISBN   0-85045-602-9
- صموئيل م. كاتز ورون فولستاد، الجيوش العربية لحروب الشرق الأوسط 2، سلسلة رجال 1974، أوسبري للنشر، لندن 1988. (ردمك 0-85045-800-5) ISBN   0-85045-800-5